# Going Down
Going Down – australijski dramat z 1983 roku, w reżyserii Haydn'a Keenan'a. Premiera filmu miała miejsce w lipcu 1983 roku. 
Film kręcono w Sydney, Nowa Południowa Walia.

## Fabuła
Sydney wczesne lata osiemdziesiąte. Cztery przyjaciółki Karli, Jane, Ellen i Jackie przeżywają upojną noc. Następnego dnia wyruszają w mroczne dzielnice Sydney poszukując rozrywek w postaci m.in. seksu i narkotyków.  
Sydney widziane przez pryzmat pokolenia post-punkowego końca lat siedemdziesiątych.

## Obsada
- Tracy Mann - Karli
- Vera Plevnik - Jane
- Julie Barry - Jackie
- Moira MacLaine-Cross - Ellen
- Esben Storm - Michael
- David Argue - Greg/Trixie
- Ian Gilmour - Shadow
- Lou Brown - Adam
- Claudia Karvan - nieznośne dziecko
- Mecia Deane-Johns - Ned